# Anthony Colin
Anthony Colin (* 22. März 1985 in Lille) ist ein ehemaliger französischer Straßenradrennfahrer.

## Sportliche Laufbahn
Anthony Colin gewann 2003 die Juniorenaustragung des Klassikers Paris–Roubaix. 2007 stand er bei dem französischen Continental Team Roubaix Lille Métropole unter Vertrag. In diesem Jahr wurde er für sechs Monate gesperrt, weil er eine Dopingkontrolle verpasst hatte. Ab 2008 fuhr er für die Vereinsmannschaft ESEG Douai, wo er unter anderem Vierter der Gesamtwertung bei der Ronde de l’Oise wurde. Außerdem wurde er 2010 französischer Meister der Amateure. Ab 2011 fährt Colin wieder für Roubaix Lille Métropole. 2012 entschied er das Eintagesrennen Grand Prix de la ville de Pérenchies für sich und gewann die Bergwertung bei den Vier Tagen von Dünkirchen.

## Erfolge
2003
- Paris–Roubaix Juniors

2010
- Französischer Meister - Amateure

2011
- Grand Prix de la ville de Pérenchies

## Teams
- 2007 Roubaix Lille Métropole
- 2011 Roubaix Lille Métropole
- 2012 Roubaix Lille Métropole